# اردک سوت‌زن رخ‌سفید
اردک سوت‌زن رخ‌سفید (نام علمی: Dendrocygna viduata) گونه‌ای اردک سوت‌زن است که در مناطق شبه‌صحرایی در صحرای بزرگ آفریقا و بیشتر آمریکای جنوبی زندگی و تخم‌گذاری می‌کند.
این جانور بسیار اجتماعی است و در مناطق مشخصی گروه‌هایی با هزاران عدد از آن‌ها یافت می‌شوند. همان‌گونه که از نام این اردک بر می‌آید، پرهای سر آن‌ها دارای الگویی به رنگ سفید هستند که تا بخشی از گردن پیش می‌رود.

## ویژگی‌های ظاهری
اردک سوت‌زن رخ‌سفید، نوکی دراز و قهوه‌ای رنگ با سری بلند و پاهای دراز دارد. صورت و تارک در این اردک به رنگ سفید هستند و سر در انتهای خود سیاه‌رنگ است. پشت و باله آن به رنگ قهوه‌ای تیره و سیاهند و بخش‌های زیرین بدن پرهای دورنگ با چیرگی رنگ سفید دارند. پرهای گردن نیز به رنگ بلوطی هستند.

## گستره و پراکندگی
گستره این جانور در دریاچه‌ها و آبگیرهای پشت سدهایی است که دارای گیاهان زیرآبی مناسب برای تغذیه باشند. این اردک از ریشه این گیاهان و تخمشان تغذیه می‌کند. این اردک‌ها به فراوانی یافت می‌شوند و اغلب یکجانشین هستند مگر جابجا شدن‌های محلی که به ۱۰۰ کیلومتر یا بیشتر می‌رسد.

## تخم‌گذاری
اردک‌های سوت‌زن رخ‌سفید در بستری از تکه چوب‌ها در نزدیکی سطح زمین و گاه درون سوراخ‌های تنه درختان لانه‌سازی و تخم‌گذاری می‌کنند. آن‌ها در هر بار تخم‌گذاری میان ۸ تا ۱۲ تخم می‌گذارند.

## نگارخانه

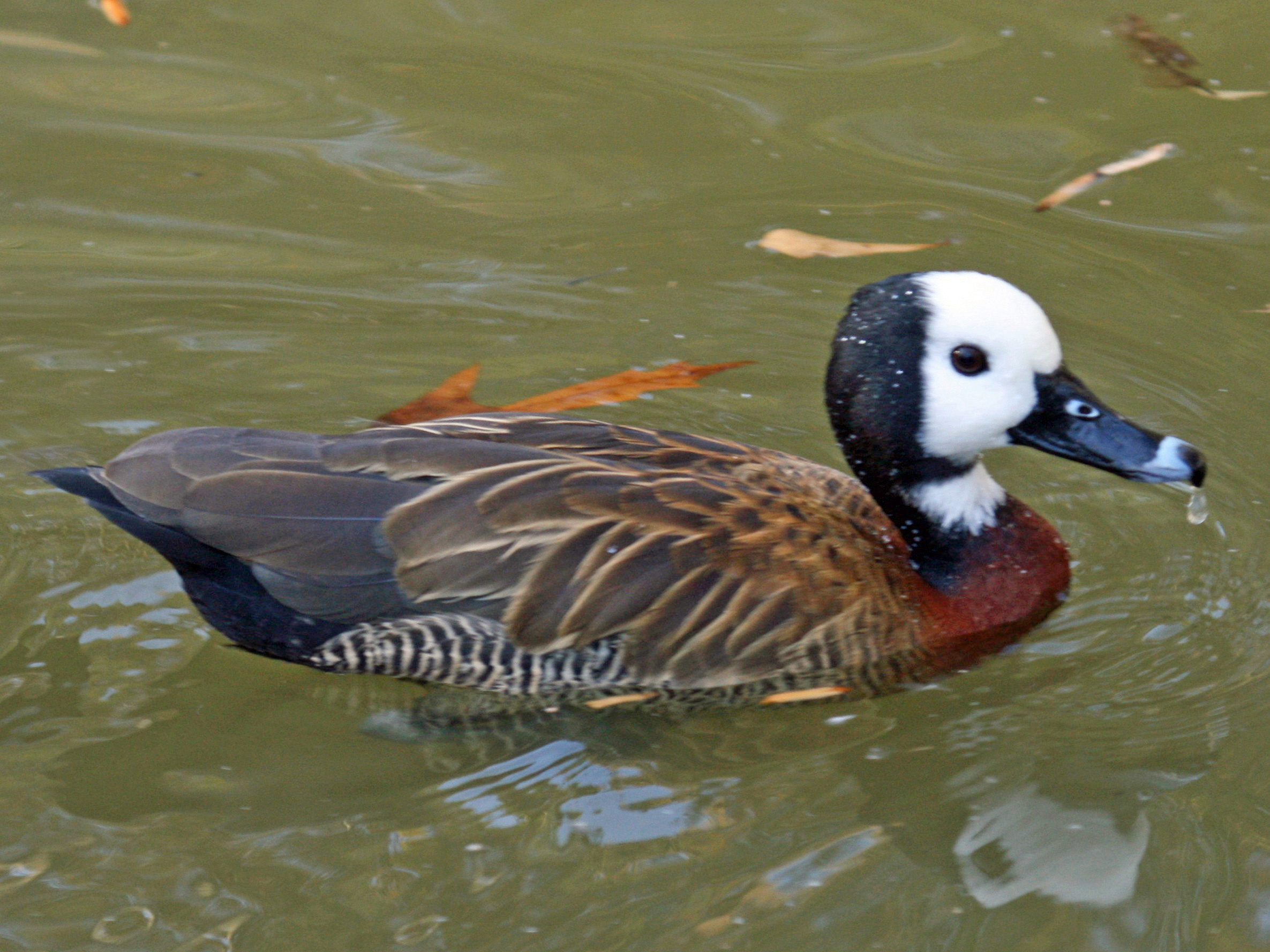
در نایروبی
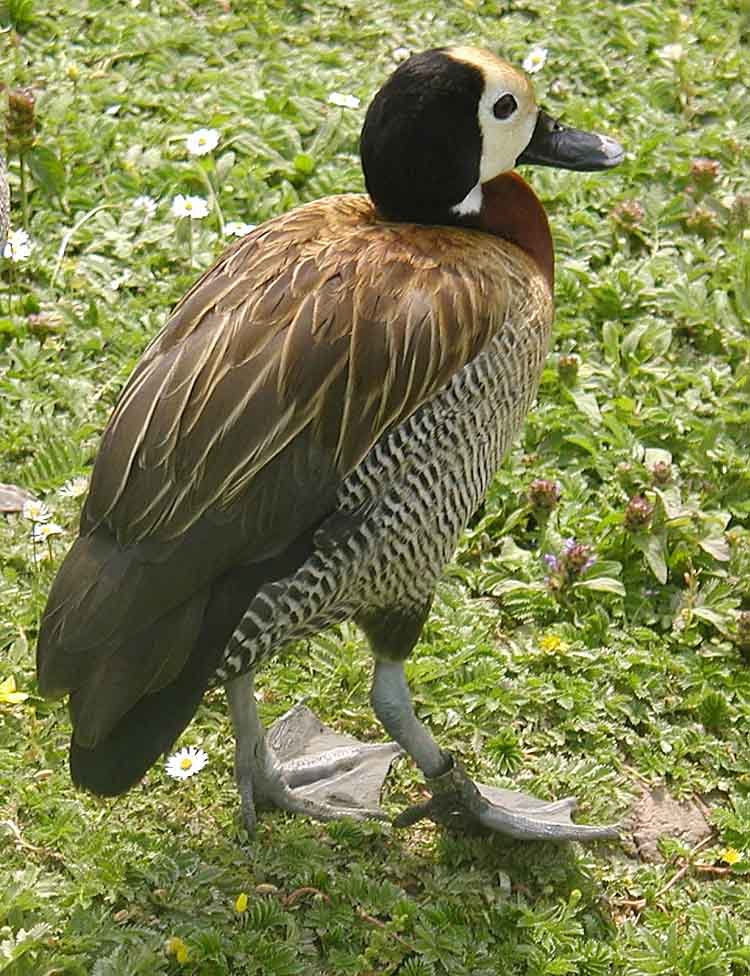
در انگلستان
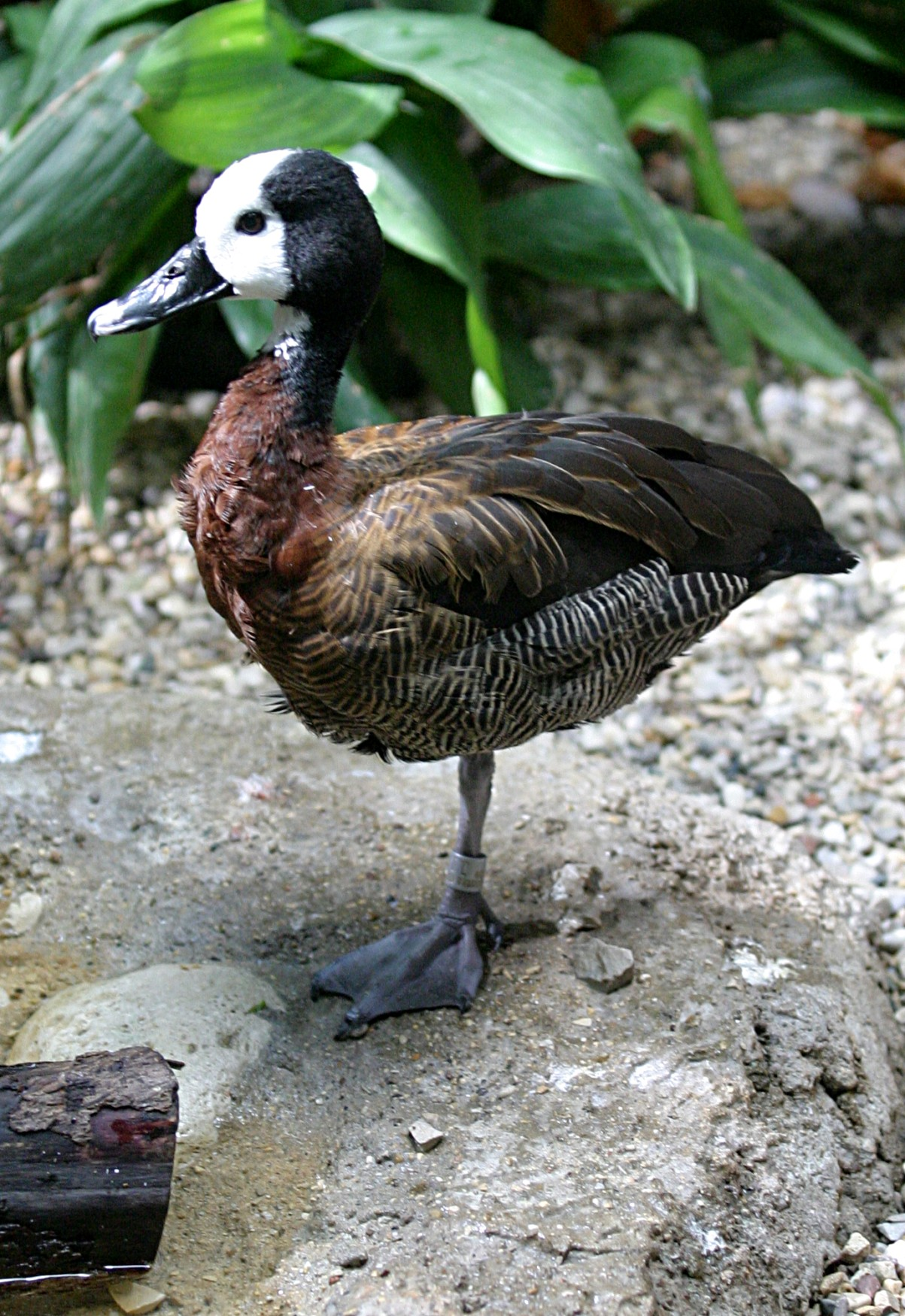
در میلواکی
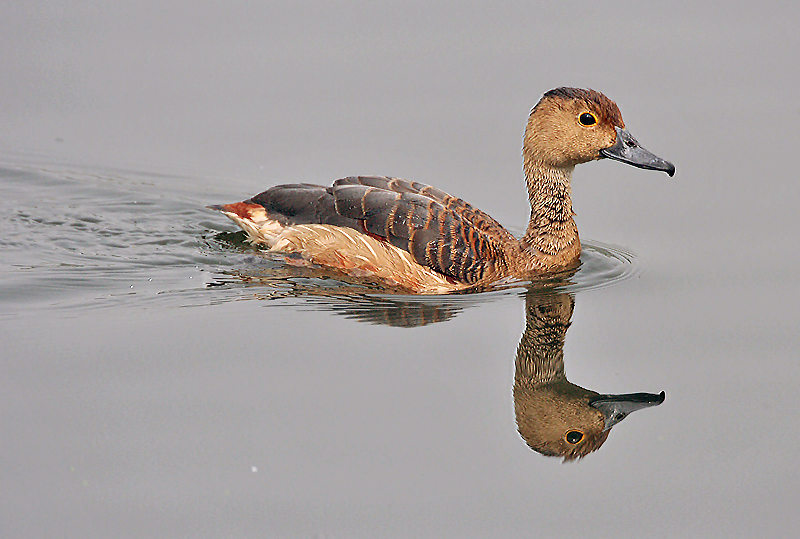
در کلکته
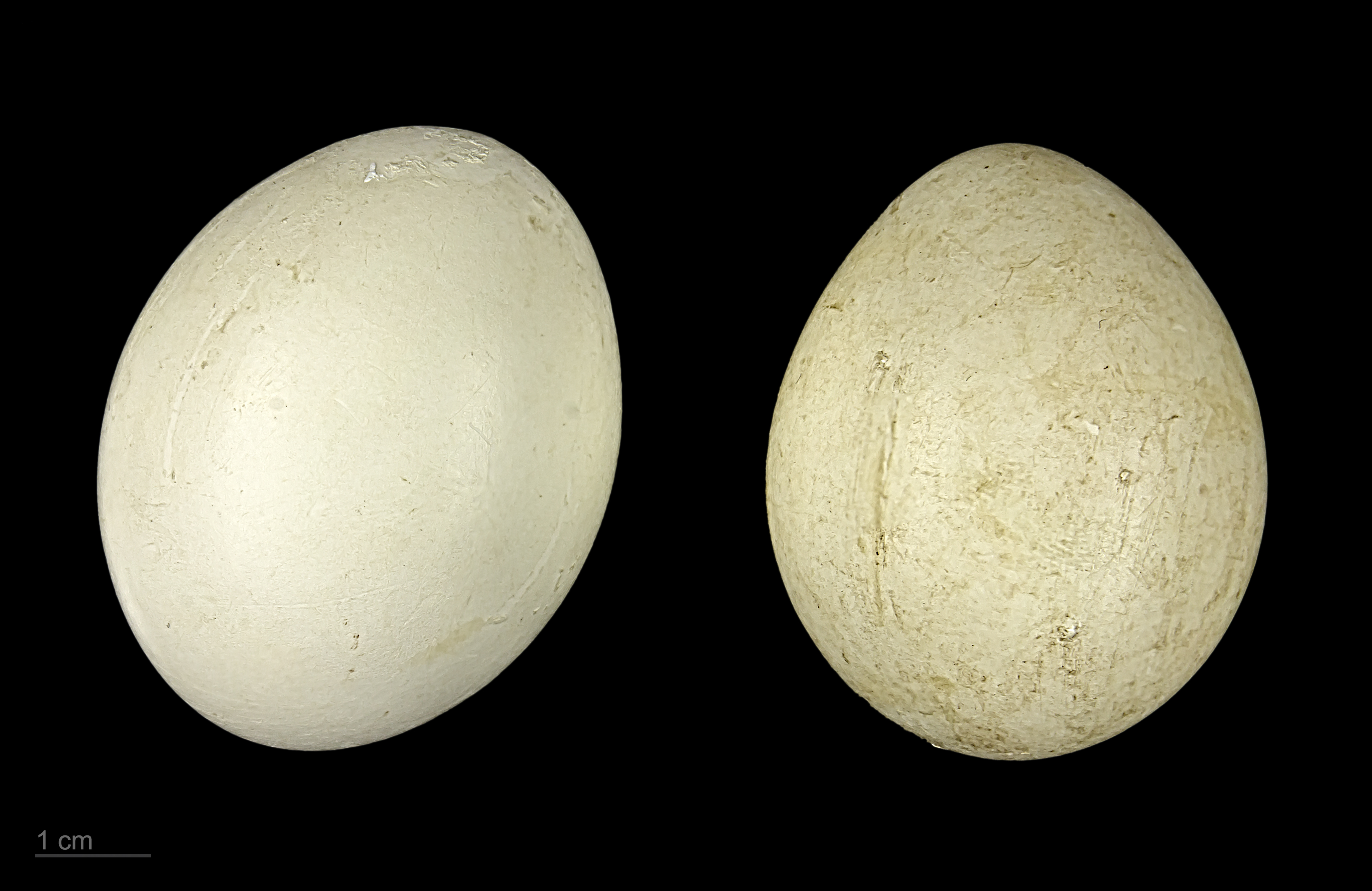
Museum specimen